# Герб на Казанлък
Гербът на Казанлък в съвременния му вид е приет през 2013 г., а най-ранните свидетелства за герб са от 1923 г.

## Композиция
Сперед блазона композицията се състои от следните елементи:

### Рози
Има три хералдически рози в злато на червен фон. Розата е отколешен символ на Казанлък, а България е била световен лидер в износа на розово масло до 1983 г. Числото три е символ на завършеност, на цялост.

### Тракийка
Тракийка от фриза на Казанлъшката гробница е на трон в злато на син фон. Ориентацията на фигурата надясно (хералдически) символизира, че Казанлък е град устремен от древността към бъдещето. Образът на тракийка (съпругата на тракийския владетел Ройгос) седнала на трон е фрагмента от фреската в Казанлъшката гробница.
Тракийката присъства и в сечените 2005 г. от БНБ монети от 50 стотинки, както и във възпоменателна сребърна емисия от същата година. Претворена е и като статуя в Етнографски комплекс „Дамасцена“. Възстановка на трона се използва и при коронясването на ежегодния конкурс за красота „Царица Роза“ в Казанлък.

### Щит
Щитът е средноевропейски двуделен, модифициран. Долната част на щита наподобява корпуса на струнен музикален инструмент. Казанлък е град на музиканти и художници. Струнни музикални инструменти, произведени в Кремона - България има в повечето от световно известните филхармонии и симфонични оркестри.

### Корона
Короната е тип „зидова“ с три кули, задължителен елемент в градските гербове с брой на жителите между 50 000 и 100 000 (към 2023 г. по постоянен адрес са 53 892 души).

### Девиз
Девизът „Силата е в съгласието“ е изписан на червена лента със златни букви.

### Цветове
- Червеното е символ на царственост, мъжество, неустрашимост.
- Златото е символ на богатство, сила, вярност, чистота, постоянство, великодушие.
- Синьото е символ на величие и красота. Синьото е цветът на Обединена Европа и на Света Богородица.

## История

### 1923
Най-ранното свидетелство за градски герб са грамоти, като най-старата открита до момента е „Почетен диплом“ на „Околийска промишлено-земеделска изложба – Казанлък“, 1923 г., който илюстрира пет отделни герба. Техен автор е известния казанлъчанин Иван Енчев – Видю, като в него са преплетени основните символи на града: най-отдолу е розата, над нея са нарисувани река Тунджа, Тюрбето намиращо се до Казанлъшка гробница, а най-отгоре – Стара планина.
- Диплом от 1923 г. с голям триъгълен герб
- Втори герб от същия диплом

### 1964
Представлява черен старофренски щит с изобразени в бял цвят на него тракийка, нехералдична роза, зъбчато колело и надпис „Казанлък“. Композицията представлява синтез на археологически находки, елементи от природното обкръжение и символи на местна промишленост.
Знакът изрисуван графично през 1964 г. не е официален герб на Казанлък, защото не отговаря на изискванията на хералдиката. Допуснати са няколко хералдични грешки, сред които:
- Изписване името на града (надписа „Казанлък“)
- Натуралното изписване на отделните символи, вместо стилизираното в хералдиката (розата)
- Внасянето на символи, също толкова характерни за десетки други градове (зъбчатото колело)

### 1998
Фонът на герба е заменен от черно на розово през 1998 г.

### 2013
Символиката на община Казанлък се урежда в Наредба №27, приета през 2006 г., според която задължителни елементи трябва да бъдат хералдическа роза, тракийски символ и девиза „Силата е в съгласието“
Галина Стоянова – Кмет на Община Казанлък оправдава нуждата от нов герб с думите: „Хората занимаващи се с хералдика, заявиха твърдо, че това което използваме като герб може да бъде знак, но не и герб. Гербът е нещо много важно, защото той стои на знамето на Общината и на ключът на града ни и трябва да отговаря на правилата, които са за един герб. Знакът, който използваме в момента вероятно ще продължи да се използва от Община Казанлък, но не и като герб.“ До 2 юли 2012 г. Община Казанлък набира проекти за символите на града – герб, знаме, символичния ключ на града, както и почетния знак, значка и огърлица, които се връчват от Кмета на официални церемонии.
Настоящият герб на град Казанлък е приет през 2013 г. На провелия се конкурс печели проекта на Цеца Виткова Цекова.